# Leonardo Bistolfi
Leonardo Bistolfi (n. 14 martie 1859 – d. 2 septembrie 1933) a fost un sculptor italian, considerat a fi un exponent important al simbolismului italian.

## Biografie
Bistolfi s-a născut în localitatea Casale Monferrato din Piemonte, din nord-vestul Italiei, ca fiu al lui Giovanni Bistolfi, sculptor în lemn și al Angelei Amisano.
În 1876, s-a înrolat în acdemia de arte Brera din Milano, unde l-a avut ca profesor pe Giosuè Argenti. Ulterior, în 1880 a studiat sub îndrumarea lui Odoardo Tabacchi la Accademia Albertina din Torino.

## Activitate ca sculptor

### Lucrări timpurii
Primele sale lucrări (Le lavandaie (Spălătoreasa), Tramonto (Apus de soare), Vespero (Amurg), Boaro, Gli amanti (Îndrăgostiții), realizate între anii 1880 și 1885, indică influența limpede a mișcării artistice italiene cunoscută ca Scapigliatura. În 1882 a realizat sculptura L'Angelo della morte (Îngerul morții) pentru mormântul Brayda din cimitirul Cimitero Monumentale din Torino, dar și bustul pictorului Antonio Fontanesi, realizat pentru  Accademia Albertina. Ambele lucrări indică o întoarcere spre simbolism, pe care artistul nu o va abandona niciodată.

### Busturi, portrete, monumente funerare
În intervalul de la terminarea studiilor până la izbucnirea primului război mondial, 1914, Bistolfi a realizat numeroase busturi, medalioane și portrete ale unor figuri faimoase ale timpului incluzând al pictorului piemontez Lorenzo Delleani, ale regilor Italiei Vittorio Emanuele II și Umberto I, al criminologului Cesare Lombroso, al scriitorului Edmondo De Amicis și al publicistului și jurnalistului Emilio Treves.
În anii din intervalul 1892–1908, Bistolfi a fost angajat să execute numeroase monumente funerare, incluzând statui, medalioane, efigii și basoreliefuri, printre care se numără și o placă comemorativă pentru André Gladis.

### Anii 1880-Anii1910
În anii timpurii 1890, Bistolfi a fost acceptat în Accademia Albertina ca membru de onoare, fiind ales secretar al Circolo degli Artisti (Cercul artiștilor).
În  1892, Bistolfi a primit o comandă majoră, care îi va ocupa doi ani compleți de muncă, decorarea Capelei XVI a Sacro Monte di Crea, una dintre Sacri Monti ale Lombardiei și Piemontului, care sunt recunoscute ca situri UNESCO aparținând World Heritage Site.
În 1902, împreună cu alți artiști italieni majori ai timpului, așa cum erau Davide Calandra, Giorgio Ceragioli, Enrico Reycend și Enrico Thovez, Leonardo Bastolfi a fondat revista de artă L'arte decorativa moderna (Arta modernă decorativă, al cărei editor activ a fost. 
În deceniul 1895–1905, sculptorul a fost o prezență activă permanentă la festivalul de arte, Biennale di Venezia, (vezi, Bienala Internațională de Artă de la Veneția). În 1906 Bistolfi a realizat un monument pentru pictorul Giovanni Segantini La bellezza liberata dalla materia („Frunusețea eliberată din materie”) cunoscută și ca L'alpe („Alpul” sau „Alpa”), care este conservat la  Galleria Nazionale d'Arte Moderna din Roma.
Pentru realizarea Monumentului lui Vittorio Emanuele II, din Roma, Bistolfi a realizat grupul Il sacrificio (Sacrificiul).

### Anii 1920-1933
În 1923, a fost ales ca Senatore del Regno (Senator al Regatului), iar în 1928 Bistolfi a realizat ultima sa operă de artă monumentală, memorialul primului război mondial, Monumento ai Caduti pentru orașul piemontez Casale Monferrato.
Sculptorul Bistolfi a decedat în La Loggia, din provincia Torino, la 2 septembrie 1933, fiind înmormântat la cimitirul din același orășel natal Casale Monferrato.

### Viață artistică postumă
Lucrările sale sunt expuse în muzeele din La Loggia, la Musée d'Orsay din Paris, la Muzeul național al artei vestului din Tokio și Galleria d'Arte Moderna din Torino. 
Oricum, cea mai amplă colecție a operei sale se regăsește în Gipsoteca “Leonardo Bistolfi” din Casale Monferrato, unde sunt expuse peste 170 din lucrările sale, în cinci încăperi. Printre aceste lucrări se numără desene, schițe, bozzetti din terracotta, plastelină, gesso și un număr de sculpturi în marmură și bronz.
De asemenea, sculpturi ale lui Bistolfi pot fi găsite în Cimitero monumentale di Staglenio din Genoa, un oraș care a constituit un motiv de inspirație de-a lungul timpului pentru pictori și mai ales pentru sculptorii specializați în monumente funerare.

## Viață personală
În 1893 Bistolfi s-a căsătorit cu Maria Gusberti.